# Thaíssa Presti
Pour les articles homonymes, voir Presti.
Thaissa Barbosa Presti (née le 7 novembre 1985 à São Paulo) est un athlète brésilienne, spécialiste du sprint.

## Biographie
Presti représente le Brésil lors des Jeux olympiques de 2008 à Pékin, au sein du relais 4 × 100 m, avec Lucimar Moura, Rosemar Coelho Neto et Rosângela Santos. Ce relais termine initialement 4e de la finale mais à la suite de la disqualification tardive d'une relayeuse russe, le Brésil récupère la médaille de bronze en 2016. Thaíssa est la fille du footballeur Zé Sérgio.

## Palmarès
| Date | Compétition     | Lieu  | Résultat | Épreuve   | Temps   |
| ---- | --------------- | ----- | -------- | --------- | ------- |
| 2008 | Jeux olympiques | Pékin | 3e       | 4 × 100 m | 43 s 14 |

## Records
| Épreuve | Performance | Lieu       | Date        |
| ------- | ----------- | ---------- | ----------- |
| 100 m   | 11 s 51     | São Paulo  | 16 mai 2007 |
| 200 m   | 23 s 13     | Cochabamba | 31 mai 2008 |